# بری‌دیل (فلوریدا)
بری‌دیل (به انگلیسی: Berrydale) یک منطقهٔ مسکونی در ایالات متحده آمریکا است که در فلوریدا واقع شده‌است. بری‌دیل ۴۴۱ نفر جمعیت دارد و ۷۲٫۸۵ متر بالاتر از سطح دریا قرار دارد.